# Ambernac
Ambernac (en francès Ambernac) és un municipi francès situat al departament del Charente i a la regió de la Nova Aquitània. L'any 2007 tenia 390 habitants.

## Demografia

### Població
El 2007 la població de fet d'Ambernac era de 390 persones. Hi havia 170 famílies de les quals 47 eren unipersonals (12 homes vivint sols i 35 dones vivint soles), 69 parelles sense fills, 46 parelles amb fills i 8 famílies monoparentals amb fills.
La població ha evolucionat segons el següent gràfic:
Habitants censats

### Habitatges
El 2007 hi havia 246 habitatges, 170 eren l'habitatge principal de la família, 57 eren segones residències i 19 estaven desocupats. Tots els 246 habitatges eren cases. Dels 170 habitatges principals, 146 estaven ocupats pels seus propietaris, 17 estaven llogats i ocupats pels llogaters i 6 estaven cedits a títol gratuït; 9 tenien dues cambres, 34 en tenien tres, 67 en tenien quatre i 60 en tenien cinc o més. 148 habitatges disposaven pel capbaix d'una plaça de pàrquing. A 72 habitatges hi havia un automòbil i a 70 n'hi havia dos o més.

### Piràmide de població
La piràmide de població per edats i sexe el 2009 era:
| Homes | Edats   | Dones |
| ----- | ------- | ----- |
| 0     | 95 o +  | 0     |
| 0     | 90 a 94 | 4     |
| 8     | 85 a 89 | 4     |
| 0     | 80 a 84 | 4     |
| 8     | 75 a 79 | 16    |
| 28    | 70 a 74 | 16    |
| 12    | 65 a 69 | 20    |
| 20    | 60 a 64 | 16    |
| 12    | 55 a 59 | 4     |
| 0     | 50 a 54 | 8     |
| 8     | 45 a 49 | 0     |
| 24    | 40 a 44 | 16    |
| 24    | 35 a 39 | 32    |
| 8     | 30 a 34 | 16    |
| 4     | 25 a 29 | 4     |
| 16    | 20 a 24 | 0     |
| 0     | 15 a 19 | 16    |
| 8     | 10 a 14 | 20    |
| 20    | 5 a 9   | 0     |
| 4     | 0 a 4   | 8     |

## Economia
El 2007 la població en edat de treballar era de 220 persones, 145 eren actives i 75 eren inactives. De les 145 persones actives 133 estaven ocupades (68 homes i 65 dones) i 12 estaven aturades (9 homes i 3 dones). De les 75 persones inactives 35 estaven jubilades, 11 estaven estudiant i 29 estaven classificades com a «altres inactius».

### Ingressos
El 2009 a Ambernac hi havia 169 unitats fiscals que integraven 393 persones, la mediana anual d'ingressos fiscals per persona era de 13.564 €.

### Activitats econòmiques
Dels 7 establiments que hi havia el 2007, 1 era d'una empresa extractiva, 1 d'una empresa de fabricació d'altres productes industrials, 2 d'empreses de construcció, 1 d'una empresa de comerç i reparació d'automòbils i 2 d'empreses d'hostatgeria i restauració.
Dels 3 establiments de servei als particulars que hi havia el 2009, 1 era un taller de reparació d'automòbils i de material agrícola, 1 lampisteria i 1 electricista.
L'any 2000 a Ambernac hi havia 39 explotacions agrícoles que ocupaven un total de 1.830 hectàrees.

## Equipaments sanitaris i escolars
El 2009 hi havia una escola elemental integrada dins d'un grup escolar amb les comunes properes formant una escola dispersa.

## Poblacions més properes
El següent diagrama mostra les poblacions més properes.